# Proceedings of the American Philosophical Society
Proceedings of the American Philosophical Society, (abreujat Proc. Amer. Philos. Soc.), és una revista editada per la Societat Filosòfica Americana que ha publicat Transactions of the American Philosophical Society des de 1771. Actualment, cinco periòdics apareixen cada any. Els números de Proceedings of the American Philosophical Society s'han publicat des de 1838: i és on es publiquen els documents presentats en les reunions bianuals de la Societat.